# Bolton Priory

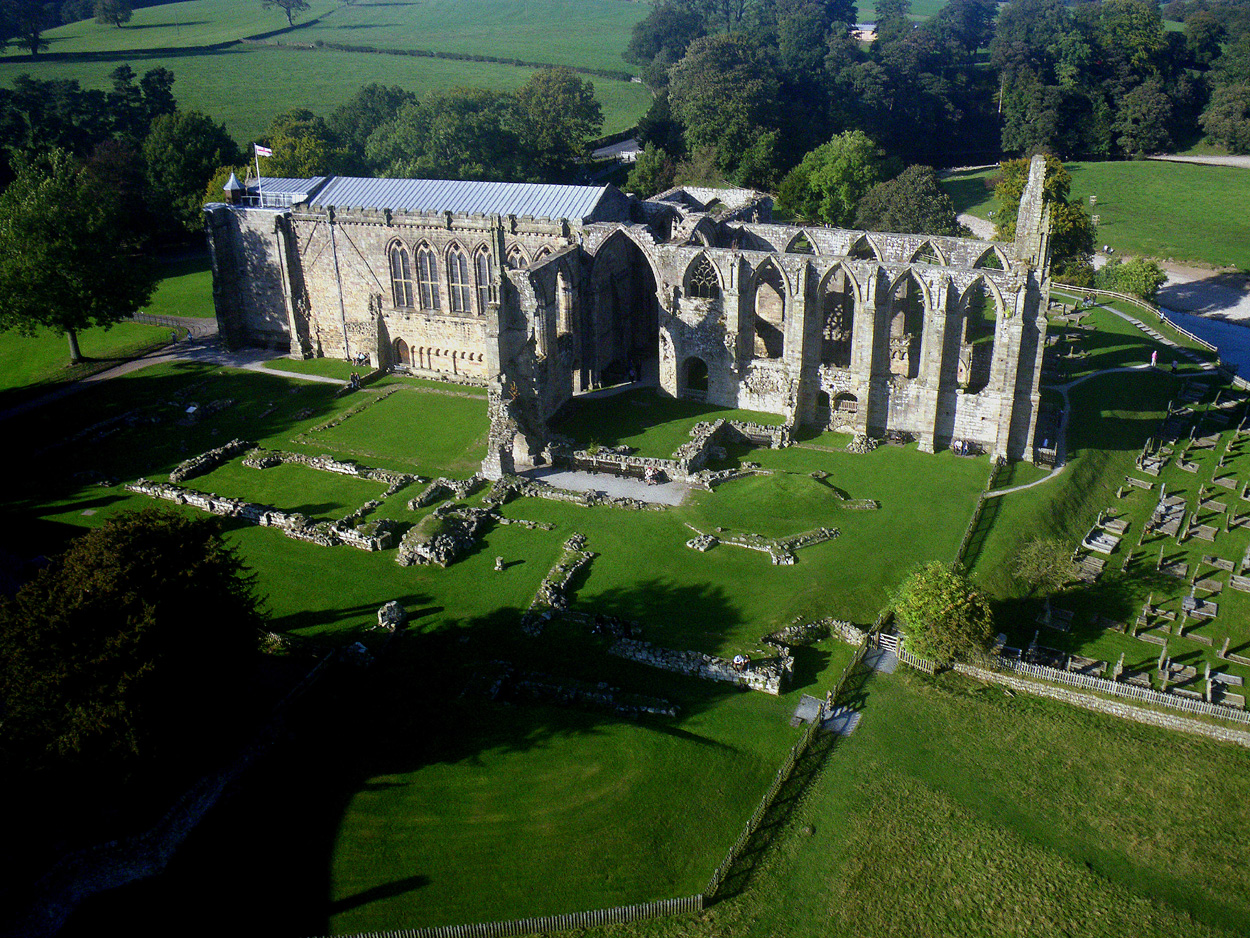
Bolton Priory

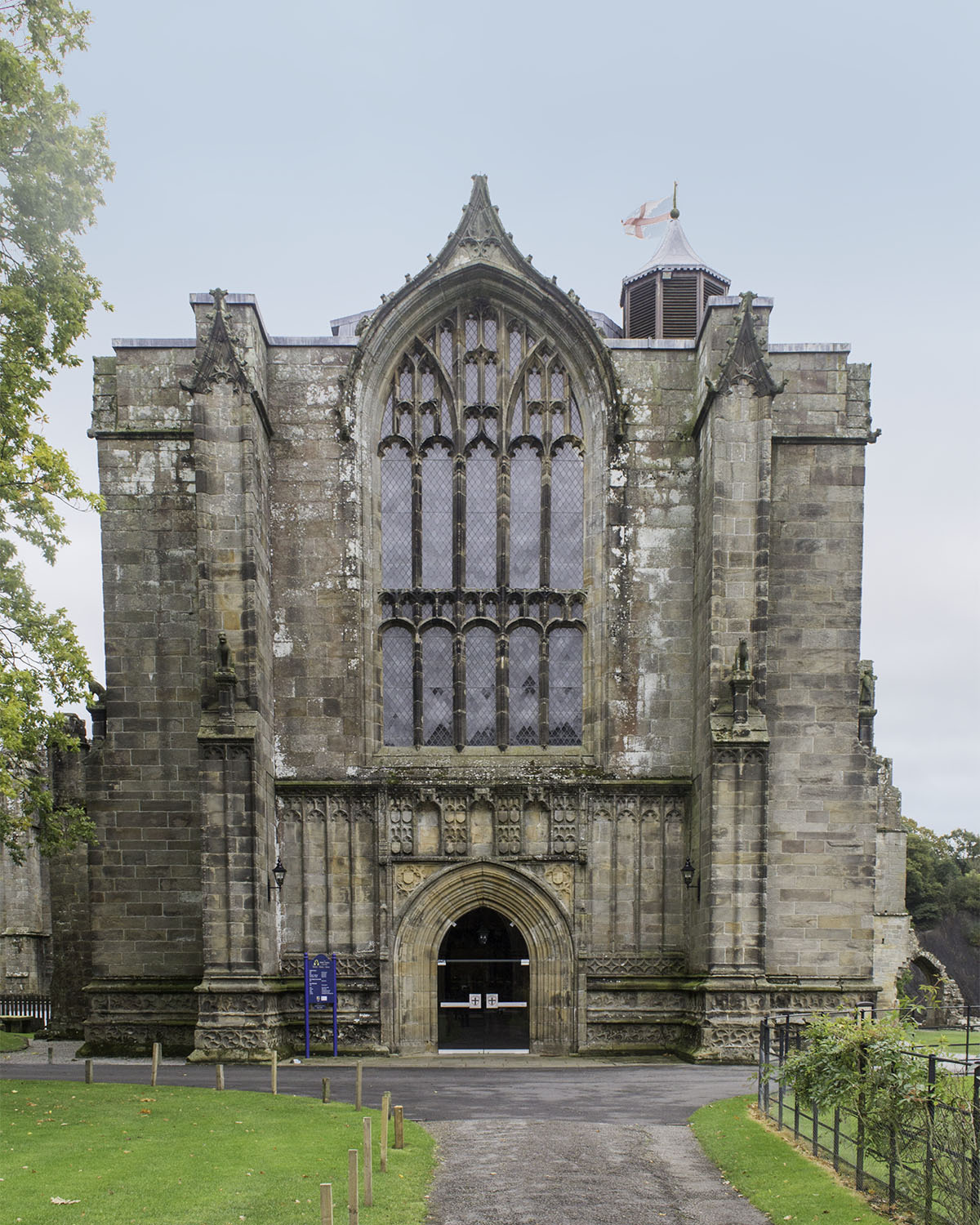
Westfassade

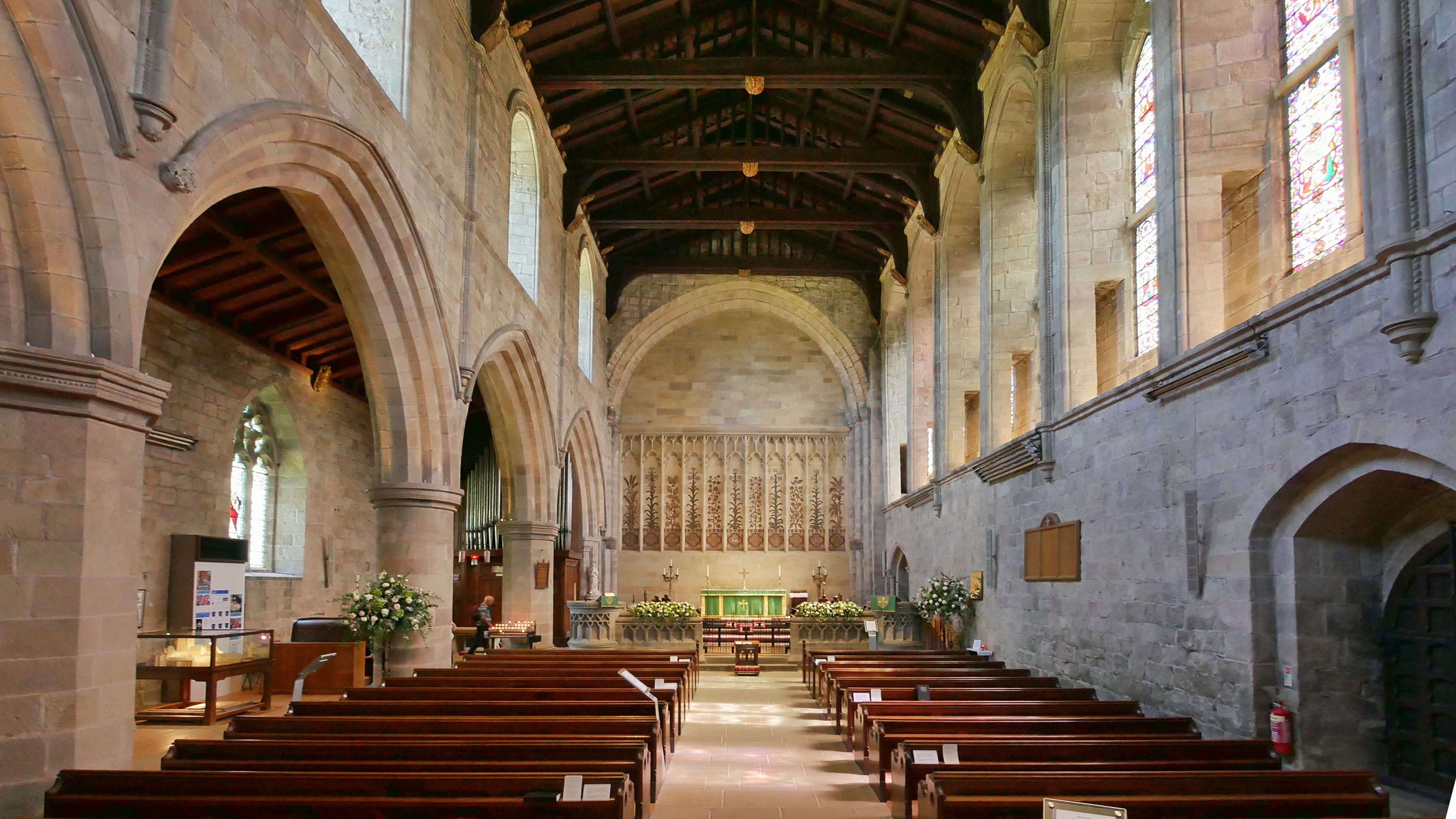
Langhaus mit Altar

Die unter dem Patrozinium der Gottesmutter Maria und dem hl. Cuthbert von Lindisfarne († 687) stehende Bolton Priory oder Bolton Abbey ist die Ruine eines mittelalterlichen Priorats beim Dorf Bolton Abbey in der nordenglischen Verwaltungseinheit East Riding of Yorkshire in der ehemaligen Grafschaft (county) Yorkshire; die heutige Pfarrkirche ist als Grade-I-Bauwerk eingestuft und gehört zum Major Churches Network.

## Lage
Die im Süden des Yorkshire Dales National Park gelegene Bolton Priory liegt am Ufer des Flusses Wharfe im Dorf Bolton Abbey bei der etwa 15.000 Einwohner zählenden Stadt Skipton in einer Höhe von ca. 115 m. Die Großstadt York ist etwa 65 km (Fahrtstrecke) in östlicher Richtung entfernt.

## Geschichte
Das Kloster wurde im Jahr 1154 von Mönchen des Augustinerordens gegründet und durch eine Stiftung von Ländereien durch Lady Alice de Romille von Skipton Castle unterstützt. Im frühen 14. Jahrhundert führte eine Plünderung durch die Schotten zu schweren Schäden an den noch unvollendeten Prioratsgebäuden. Die Bautätigkeit wurde jedoch fortgeführt. Endgültig aufgegeben wurde das Priorat erst im Zuge der Auflösung der englischen Klöster (1536–1541) unter Heinrich VIII. († 1547); die Kirche wurde als Pfarrkirche auch weiterhin genutzt.

## Architektur
Die heutige Kirche besteht aus dem ehemaligen Mittelschiff und dem nördlichen Seitenschiff; beide Schiffe haben Holzdecken. Anstelle eines Chorraums schließt die Kirche mit einer flachen Wand. Auf die frühe Bauzeit weisen die mächtigen kapitelllosen Rundpfeiler mit nur leicht angespitzten, aber mehrfach abgestuften Bögen hin. Lediglich das riesige Fenster der Westfassade zeigt – als Folge von Umbaumaßnahmen in den 1520er Jahren – Maßwerk aus der Zeit des Perpendicular Style; das alte Archivoltenportal ist erhalten geblieben.

## In der Kunst
Die Ruinen des Klosters wurden in Kunst und Literatur verewigt; dazu gehören z. B. ein Gemälde von Edwin Landseer mit der Darstellung der Ablieferung der Jagdbeute an einen Mönch des Klosters und ein Aquarell von William Turner, das sich heute im British Museum in London befindet. Außerdem wurde William Wordsworths Gedicht The White Doe of Rylstone von einem Besuch in Bolton Abbey im Jahr 1807 inspiriert.

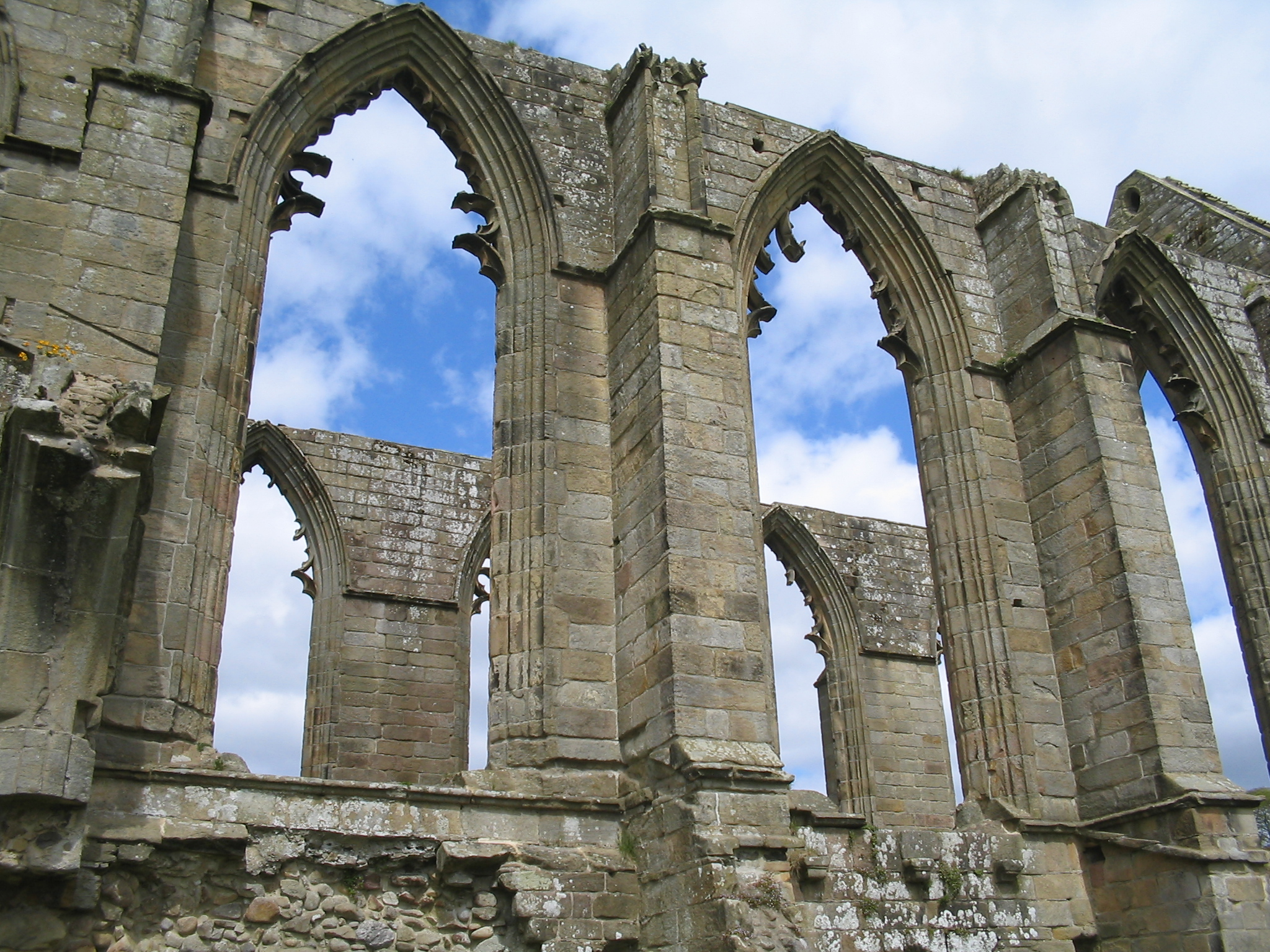
Ruinen von Bolton Abbey
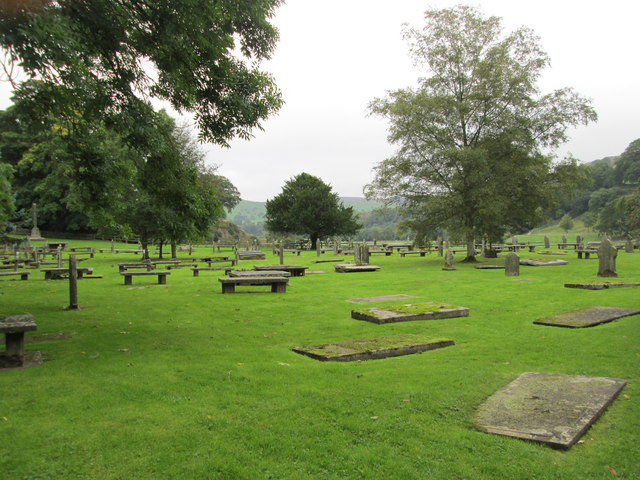
Alter Friedhof
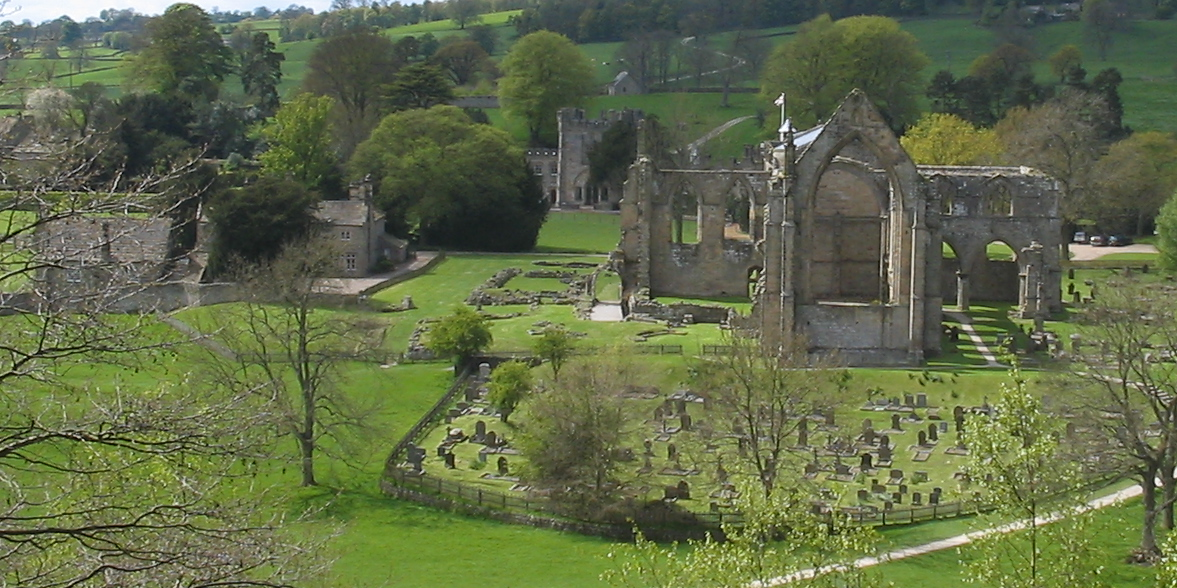
Gesamtanlage
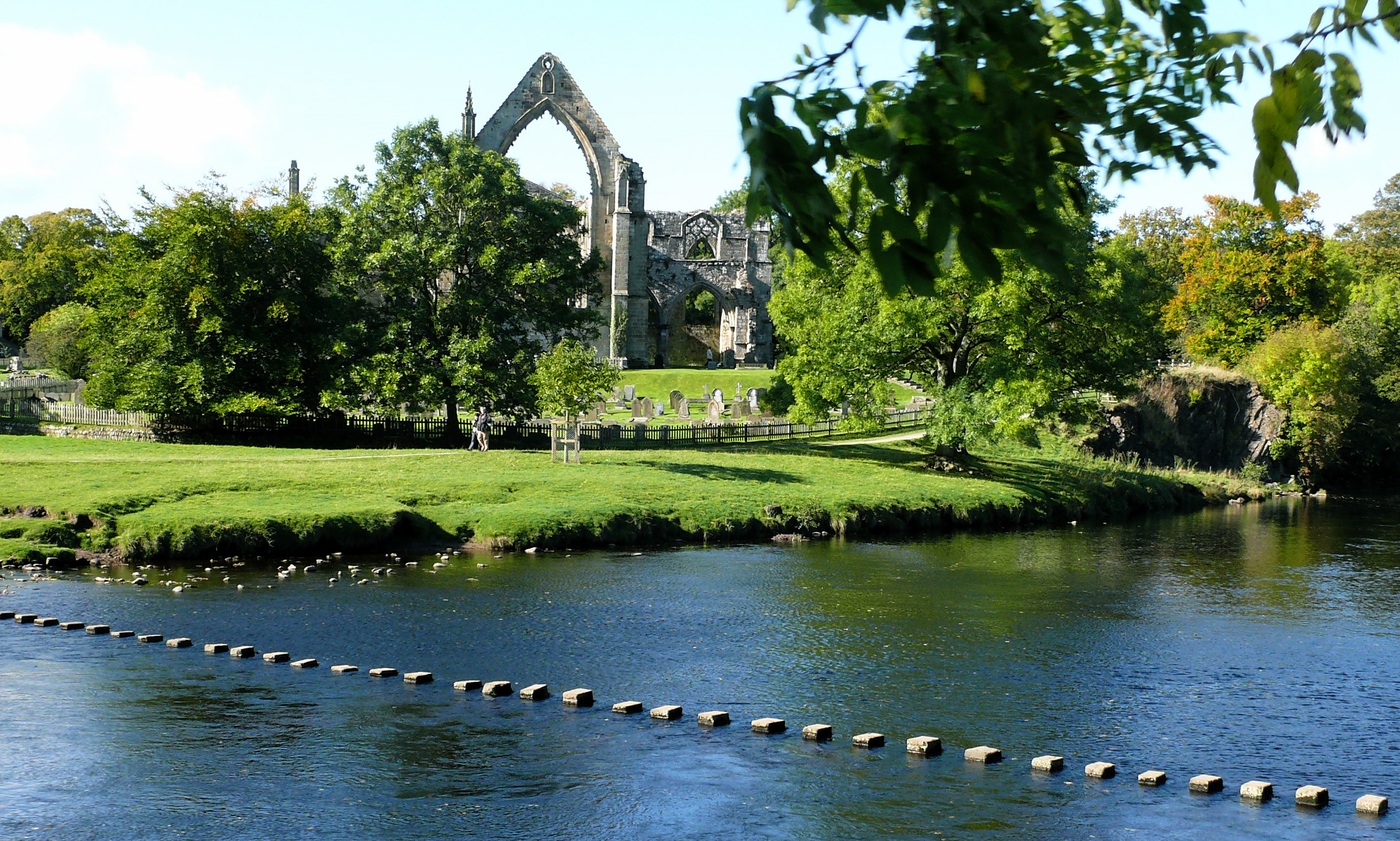
Step-Stone Bridge